# Íñigo Méndez de Vigo
Íñigo Méndez de Vigo este un om politic spaniol, membru al Parlamentului European în perioada 1999-2004 din partea Spaniei.
1. ↑   http://www.congreso.es/portal/page/portal/Congreso/Congreso/Diputados/BusqForm?_piref73_1333155_73_1333154_1333154.next_page=/wc/fichaDiputado?idDiputado=262&idLegislatura=11, accesat în 23 noiembrie 2017 Lipsește sau este vid: |title= (ajutor)
2. ↑  Deputații în Parlamentul European
3. ↑   https://www.larazon.es/espana/el-nuevo-ministro-de-educacion-es-un-experto-en-temas-europeos-FB10117301, accesat în 12 august 2019 Lipsește sau este vid: |title= (ajutor)